# Loveț, Stara Zagora
Loveț (în bulgară Ловец) este un sat în comuna Stara Zagora, regiunea Stara Zagora,  Bulgaria. 

## Demografie
Componența etnică a satului Loveț
     Bulgari (85,11%)
     Romi (7,73%)
     Nicio identificare (7,14%)
     Altele (0%)
La recensământul din 2011, populația satului Loveț era de 168 locuitori. Din punct de vedere etnic, majoritatea locuitorilor (85,11%) erau bulgari, cu o minoritate de romi (7,73%). Pentru 7,14% din locuitori nu este cunoscută apartenența etnică.